# Budziska (Silésie)
Pour les articles homonymes, voir Budziska.
Budziska (prononciation : [buˈd͡ʑiska]) est une localité polonaise de la gmina de Kuźnia Raciborska, située dans le powiat de Racibórz en voïvodie de Silésie.